# Gorsko Slivovo, Loveci
Gorsko Slivovo (în bulgară Горско Сливово) este un sat în comuna Letnița, regiunea Loveci,  Bulgaria. 

## Demografie
Componența etnică a satului Gorsko Slivovo
     Turci (52,69%)
     Bulgari (45,11%)
     Nicio identificare (2,18%)
     Altele (0%)
La recensământul din 2011, populația satului Gorsko Slivovo era de 594 locuitori. Din punct de vedere etnic, majoritatea locuitorilor (52,69%) erau turci, cu o minoritate de bulgari (45,11%). Pentru 2,18% din locuitori nu este cunoscută apartenența etnică.